# Charlotte Versigny
Charlotte Versigny est une pilote automobile française.

## Biographie
Dès la fin des années 1920, Charlotte Versigny participe à des courses et rallyes au volant d’une Talbot ou d’une Bugatti. Passionnée de course automobile féminine, elle est adepte des compétitions de « Rallye-Ballon » alliant courses de voiture et montgolfière. Elle dirige également sa propre auto-école à Paris.
Elle est décédée en 1982 d'une crise cardiaque dans un wagon-lits. Elle est inhumée au cimetière du Montparnasse[réf. souhaitée].

## Carrière de pilote
En 1927, au volant d'une Fiat de 1 460 cm3, Charlotte Versigny termine 26e du Rallye Monte-Carlo au classement général et 2e du classement de la Coupe des Dames. Elle termine aussi 14e au Grand Prix de la Baule sur une Talbot 70. La pilote devance Lucy Schell dans sa Bugatti.
En août 1927, elle se positionne 2e sur les 12 femmes pilotes en course lors d’un Championnat Féminin à Montlhéry. 
En 1928, Charlotte Versigny termine 3e au classement général du Rallye Monte-Carlo, résultat qui n'avait encore jamais été atteint par une femme pilote. Elle remporte la Coupe des Dames lors de cette même compétition. Elle participe également au rallye Paris-Nice dans la catégorie 2 000 cm3. Au volant d’une Bugatti, elle devient la grande vainqueure du trophée du Automobile Club Dauphinois.
Charlotte Versigny est la seule femme pilote à être récompensée pour avoir réussi sans pénalité le meilleur temps lors d’un essai de vitesse à Grenoble. La même année, elle participe à une course exclusivement réservée aux femmes dans le cadre du Bol d’or à Saint-Germain-en-Laye. Elle est enfin l’une des concurrentes d'une course de Formule Libre.
Elle est considérée comme l’une des inspirations de la décision de Hellé Nice de devenir pilote de course professionnelle,.

## Principaux résultats en rallyes et Grand Prix
- Rallye Monte-Carlo 1927
  - 26e du classement général
  - 2e de la Coupe des Dames
- 14e du Grand Prix de la Baule 1927
- 2e d’un Championnat Féminin à Montlhéry en 1927
- Rallye de Monte-Carlo 1928
  - 3e du classement général
  - Lauréate de la Coupe des Dames
- Lauréate du trophée du Dauphinois Automobile Club, 1928